# Primicač palca (ruka)
Primicač palca (lat. musculus adductor pollicis) mišić je palčane uzvisine
Mišić inervira lat. nervus ulnaris.

## Polazište i hvatište
Mišić polazi s dvije glave. Jednom (lat. caput obliquum) s trapezoidne kosti i glavičaste kosti i s druge i treće kosti zapešća, a drugom (lat. caput transversum) s treće kosti zapešća.
Glave se jednom tetivom hvataju na prokismalan članak palca (medijalna strana).